# Charles V. J. Russ
Charles Victor Jolyon Russ (* 13. Juni 1942 in Edinburgh) ist ein britischer Germanist.
Russ ist Dozent für Deutsch und Linguistik am Department of Language der University of York. Er widmet sich der deutschen Dialektforschung.